# 彭陳亮
彭陳亮（1994年11月2日—2024年11月4日或2024年10月底，呼號：Farias），是中華人民共和國籍烏克蘭領土防衛國際軍團軍人和俄烏戰爭親烏克蘭志願兵。據中華民國中央社引用濟南基督長老教會主任牧師黃春生在Facebook發佈的消息，彭陳亮在對抗俄羅斯入侵烏克蘭時在烏克蘭東部陣亡，成為自俄烏戰爭爆發以來首名被證實為烏克蘭陣亡及第二名公開姓名的中華人民共和國籍志願兵。據媒體稱，在其陣亡前，彭陳亮為唯一一名公開屬於烏克蘭陣營的中華人民共和國籍志願兵。

## 生平
彭陳亮籍貫雲南红河开远，曾為無人機教練員，其因為烏克蘭對抗俄羅斯的極權主義，曾在社交媒體X上公開表達親烏反俄、親台反共的立場，隨後遭人檢舉，被控以尋釁滋事罪拘留在看守所長達7個月。此事後，彭陳亮下定決心離開中華人民共和國，前往烏克蘭加入烏克蘭領土防衛國際軍團。
2024年4月，他抵達烏克蘭後遇到困境，一名中国大陆籍人士曹子靖假稱可以協助他辦理手續，詐騙他數千美元，致使他陷入財務困難。隨後，彭陳亮得到当地烏克蘭領土防衛國際軍團志願兵，敖德薩戰鬥貓以及當地居民的幫助，才逐漸度過難關。
此後，彭陳亮开始定居於烏克蘭西部的利沃夫州利沃夫，並在敖德薩戰鬥貓于当地的公益奶茶店裡工作，因此他將利沃夫其視為自己的家鄉。在當地生活和短暫工作期間，他還結識一名烏克蘭女友。

## 事蹟
據黃春生透露，彭陳亮曾在美國海外軍事營地接受過軍事訓練，而且也仰慕美國的民主自由，因此在加入烏克蘭領土防衛國際軍團後，他的軍服上佩戴美國國旗臂章。當有人詢問他是否為美國人時，他會以英語回應自己是「精神上的美國人」。
2024年10月底，彭陳亮與國際軍團第1營的合約到期，他計劃在合約結束前申請轉至包括吳忠達等3名台灣志願兵所在的國際軍團第2營繼續服役。然而，尚未完成營隊轉換時，他即在烏克蘭東部作戰時遭炮擊陣亡。
黃春生向中央社表示，網上有傳聞稱彭陳亮是第3名陣亡的台灣志願兵，為此他特地發文澄清。彭陳亮生前曾表達對台灣民主自由的嚮往，希望有一天能親自造訪台灣。黃春生在帖文稱：「他曾說如果陣亡，他希望能夠覆蓋中華民國國旗，因為他不當中國人，他也希望將他的遺體葬在烏克蘭的自由之地。」並預錄遺言：「一旦不測，請將其照片與國旗，放在前陣亡將士曾聖光旁邊。」